# نمادگان

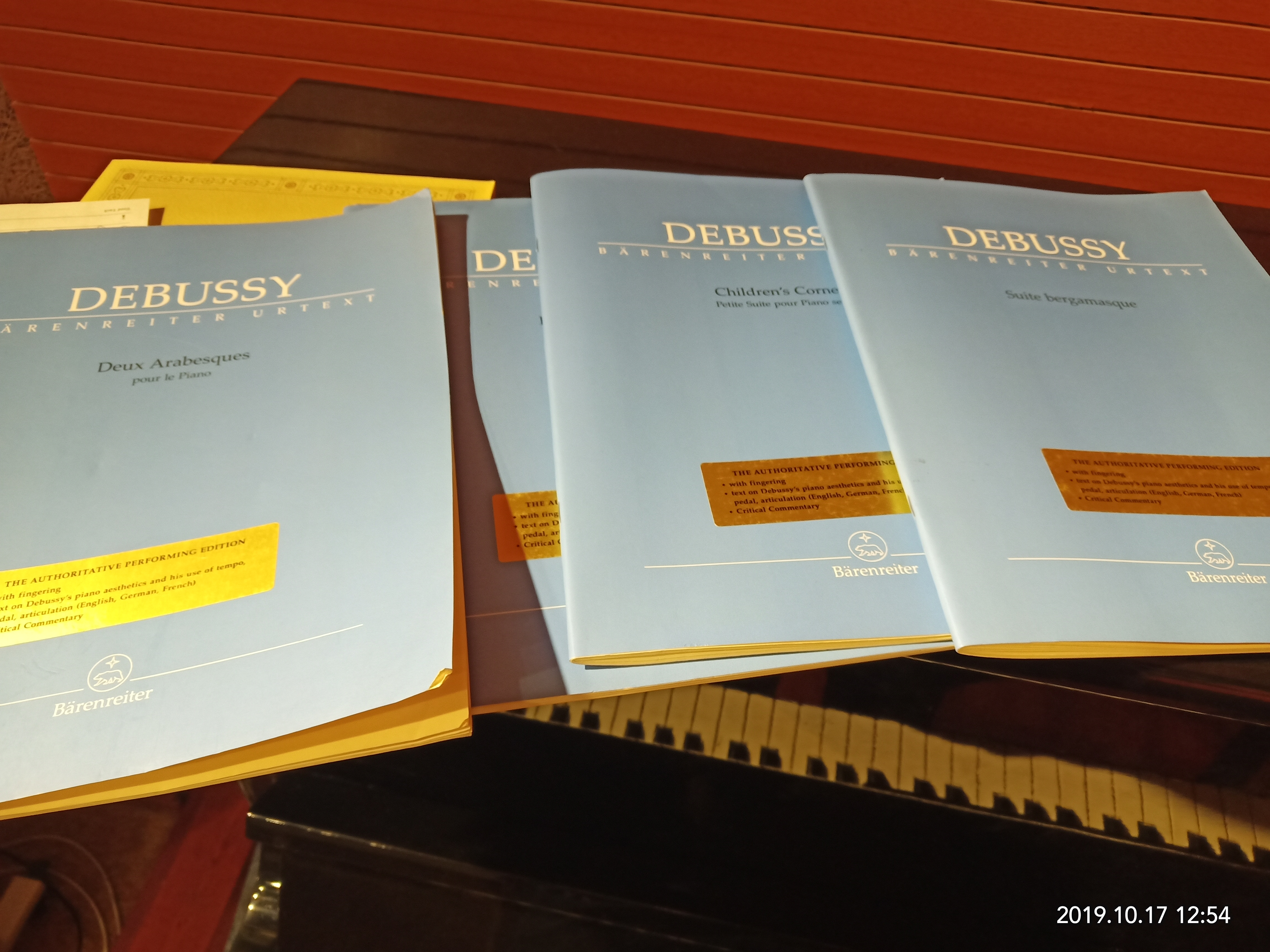
نمادگان

در زبانشناسی و نشانه شناسی، نمادگان سیستمی از نگاره‌ها، نمادها و کاراکتر و عبارت‌های کوتاه شده‌است که طبق قرارداد برای بازنمایی حقایق و مقادیر و چندیها کاربرد دارد؛ بنابراین نمادگان مجموعه‌ای از نمادهای مرتبط است که هر کدام معنی خاصی دارند و به منظور ساده‌سازی برقراری ارتباط در یک زمینه یا دامنه خاصی از دانش و فناوری است.